# Rüdiger Abramczik
Rüdiger Abramczik (Gelsenkirchen, 18 de fevereiro de 1952) é um ex-futebolista e treinador alemão que atuava como atacante.

## Carreira
Rüdiger Abramczik fez parte do elenco campeão da Seleção Alemã de Futebol, na Copa do Mundo de 1978.